# Nakbé
Nakbé és un lloc maia, del període preclàssic, que es troba a la Cuenca del Mirador, al municipi de San José del departament del Petén, en la República de Guatemala.

## Breu descripció

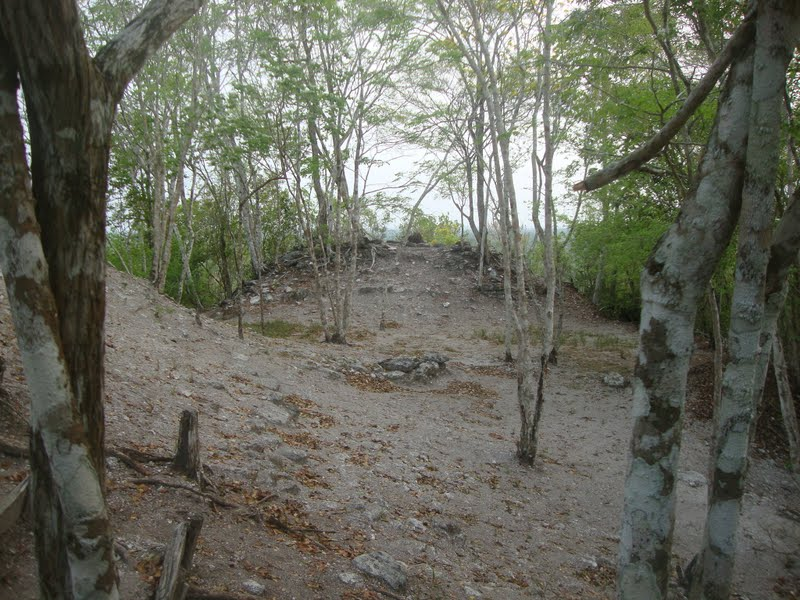
Sobre la gran piràmide de Nakbé

És al centre de la Cuenca del Mirador i a 13 km al sud-est de la ciutat del Mirador. Ambdues ciutats es descobriren quan un avió sobrevolà l'àrea a baixa altura en la dècada de 1930. És una de les ciutats maies més antigues que es coneixen, ja que data del 1000 ae i fou investigada per primera vegada al 1962, quan Ian Graham va realitzar un mapa d'una part del lloc. Graham l'anomenà Nakbé, que significa 'Pel camí'', un nom que li queda molt bé ja que una gran calçada o sacbé es pot observar a la plana que s'estén entre El Mirador i Nakbé.
Les excavacions començaren al 1989 i han estat a càrrec de l'arqueòleg nord-americà Richard D. Hansen de la Universitat Estatal d'Idaho en equip amb científics guatemalencs.
Les estructures més antigues del lloc són unes plataformes residencials del 1000 ae. El camp de pilota, entre altres estructures, és de l'any 800 ae, un dels més antics científicament datat de Mesoamèrica. Les Piràmides Triàdiques, adornades amb mascarons d'estuc flanquejant escalinates i tres templets al cim, típiques del preclàssic, són de les majors després de les del Mirador. Nakbé està distribuït en un eix est-oest i es compon de dos grans grups arquitectònics. L'Estela 1, localitzada en el Grup Oriental, s'ha datat estilísticament del 400 ae. Hi hagué una reocupació al voltant del 550 de d'una part del lloc, i és l'única font coneguda de la fina ceràmica tipus còdex del clàssic tardà ca. 700 de. S'han trobat complexos sistemes d'irrigació a la part sud de l'assentament. Hi ha també moltes pedreres de gres utilitzat en les construccions i monuments de Nakbé des d'èpoques molt primerenques.